# Phrygie hellespontique
Sauf précision contraire, les dates de cet article sont sous-entendues « avant l'ère commune » (AEC), c'est-à-dire « avant Jésus-Christ ».

Empire achéménide

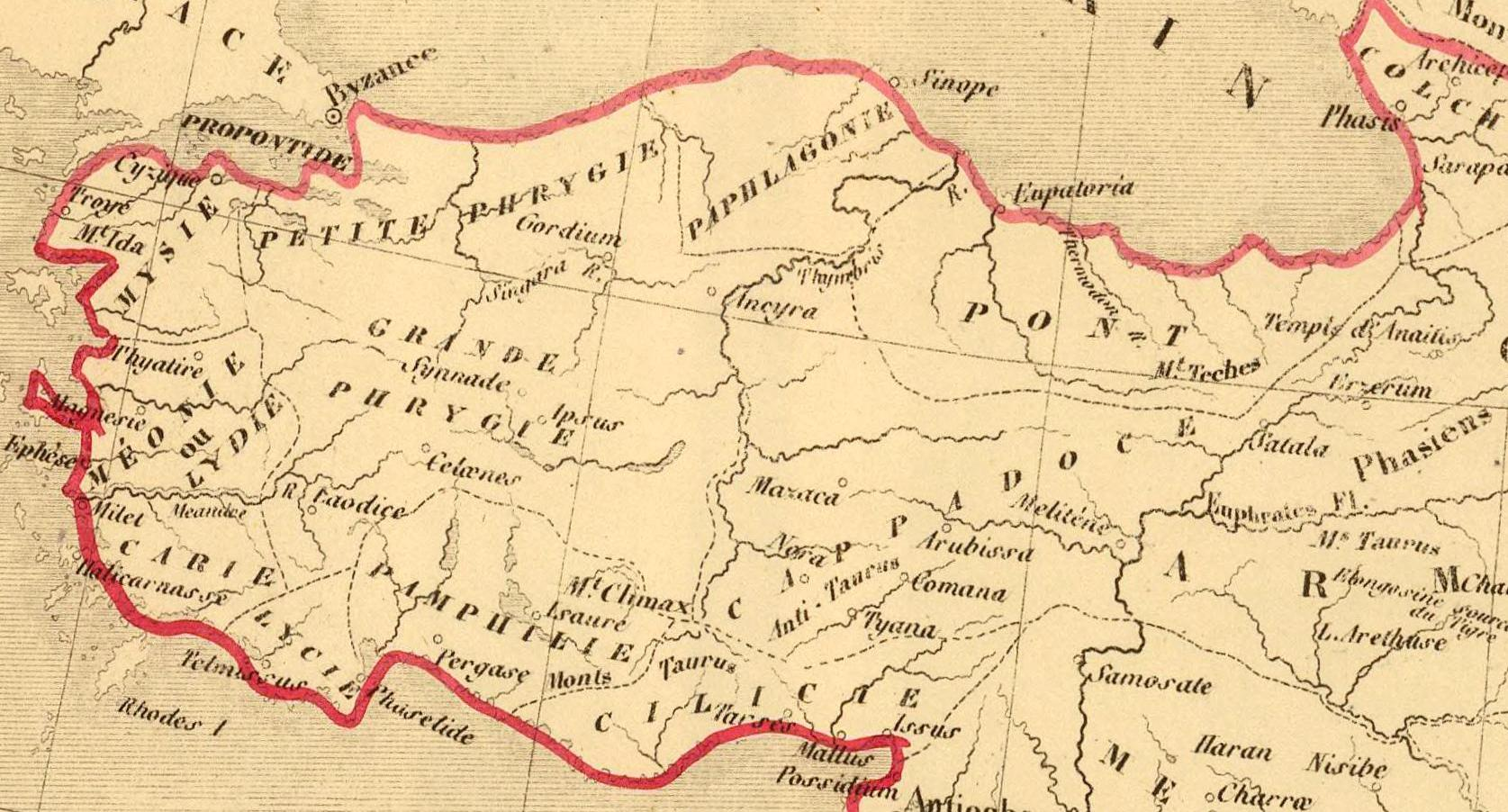
L'Asie Mineure au temps des Diadoques.

La Phrygie hellespontique était une satrapie achéménide dans l'Anatolie antique ; elle comprenait les territoires de Troade, de Mysie et de Bithynie et sa capitale était à Dascylion, au sud de Cyzique, en Mysie. Pharnabaze III y était satrape de Darius III, jusqu'à ce qu'Alexandre le Grand y eût nommé Calas qui fut remplacé par Arrhidée après les Accords de Triparadisos. Selon Strabon, la Phrygie hellespontique et la Phrygie épictète comprenaient la Phrygie mineure (ou Mysie). D'autres géographes voient les choses différemment

## Liste des satrapes après la conquête d'Alexandre le Grand
- 334-327 av. J.-C. : Calas
- 327-323 av. J.-C. : Démarque
- 323-322 av. J.-C. : Léonnatos (356-322)
- 321-319 av. J.-C. ou 318 av. J.-C. : Arrhabée

En 319-318, Antigone le Borgne (382-301), stratège d'Asie, satrape de  Phrygie, de Pisidie, de Lycie et de Pamphylie, conquit la Phrygie hellespontique et l'intégra à ses territoires. En 306, son fils Démétrios (336-283) et lui s'autoproclamèrent rois d'Asie. Les territoires en leur possession, la Phrygie hellespontique y compris, firent partie du royaume d'Antigone le Borgne jusqu'à sa mort à la bataille d'Ipsos en 301. Démétrios en fuite, le royaume fut partagé entre les belligérants : Lysimaque (361-281), roi de Thrace, obtint l'Anatolie jusqu'au Taurus, et la Phrygie hellespontique intégra son royaume.
Mais en 297, Zipoétès Ier, dynaste de Bithynie, s'autoproclama roi de Bithynie après une victoire sur son suzerain Lysimaque. La Phrygie hellespontique ne forma dès lors plus une entité unie, la Troade et la Mysie restant aux mains de Lysimaque et la Bithynie formant dès lors un royaume indépendant.
À la mort de Lysimaque à la bataille de Couroupédion en 281, la Troade et la Mysie intégrèrent finalement le royaume séleucide.